# Battaglia della Bainsizza (Slovenia)
Battaglia della Bainsizza, in passato anche Battaglia della Bansizza, Batta, o Bainsizza San Lorenzo (in sloveno Bate, in passato Banjšice Sveta Lovrenca, in tedesco Banjšice Sankt Lorenz, desueto; in friulano Bate) è un insediamento (naselje) sparso della Slovenia, frazione della città comune di Nova Gorica.
L'insediamento è situato sull'altopiano della Bainsizza, a 15,1 km a nord del capoluogo comunale e a 13,6 km dal confine italiano ed è costituita anche dagli agglomerati di Čeferinovšče, Ježevec, Madoni, Podlaka, Pičulini, Sedevčiči e Sveto.

## Storia
Dopo la caduta dell'Impero romano d'Occidente, e la parentesi del Regno ostrogoto, i Longobardi si insediarono nel suo territorio, seguiti poi attorno al VI secolo da popolazioni slave. Alla caduta del Regno longobardo subentrarono quindi i Franchi; nell'887 Arnolfo, Re dei Franchi orientali, istituì la marca di Carniola; nel 957 la Carniola passò sotto l'autorità del Duca di Baviera e poi nel 976 nel Ducato di Carinzia appena costituito dall'imperatore Ottone II.

In seguito il Ducato di Carinzia passò, come ricompensa per i servigi resi all'imperatore Rodolfo I contro Ottocaro II di Boemia, a Mainardo II di Tirolo-Gorizia; il territorio quindi entrò nella Contea di Gorizia e in seguito della Contea di Gorizia e Gradisca e poi nel 1500 alla Casa d’Asburgo.

Con il trattato di Schönbrunn (1809) entrò a far parte delle Province Illiriche.

Col Congresso di Vienna nel 1815 rientrò in mano austriaca divenendo comune autonomo col nome di Bainsizza St. Lorenzo che oltre al territorio dell'attuale insediamento, comprendeva anche gli attigui centri di Ràuna (Ravna) e Dragovizza (Dragovice), nonché l'agglomerato di Bites (Bitez), oggi parte di Gargaro.

Durante la prima guerra mondiale fu teatro della Undicesima battaglia dell'Isonzo; alla periferia di Sveto vi è ancora una colonna commemorativa della 2ª Armata italiana col nome di molti reparti che ebbero parte alle operazioni in tale battaglia.

Dal 1920 al 1947 fece parte del Regno d'Italia, inquadrato nella Provincia di Gorizia, mentre nel 1923 venne rinominato Battaglia della Bainsizza. Il comune comprendeva le frazioni di Bitez (Bitež), Scrilli (Škrlji), Zaberdo (Zabrdo), Raune (Ravne), Dragovizza (Dragovice), Sveto, Madoni e Podlacca (Podlaka). Fu comune autonomo fino al 1928 quando fu soppresso e aggregato a Gargaro. Passò poi alla Jugoslavia e quindi alla Slovenia.

## Alture principali
Debeli rov 797 m; Kamerač, 768 m; Sleme, 801 m; Monte Gomila/Quota Papa (Gomila), 816/803 m;  Veliki Kuk, 844 m; Zgorelec, 876 m.